# Jagodne Wielkie
Jagodne Wielkie (niem. Groß Jagodnen, od 1938 r. Großkrösten) – wieś w Polsce położona w województwie warmińsko-mazurskim, w powiecie giżyckim, w gminie Miłki. W latach 1975−1998 miejscowość administracyjnie należała do województwa suwalskiego.